# Иванищев, Иван Иванович
Иван Иванович Иванищев (род. 27 сентября 1927) — передовик советской топливной промышленности, машинист машины по уборке фрезерного торфа Ореховского торфопредприятия Министерства топливной промышленности РСФСР, Орехово-Зуевский район Московской области, Герой Социалистического Труда (1971).

## Биография
Родился 27 сентября 1927 года в селе Карамышево Липецкого уезда Тамбовской губернии в русской крестьянской семье. Завершив обучение в начальной сельской школе, в возрасте 14 лет, в годы Великой Отечественной войны, стал трудиться на узкоколейной железной дороге на местном торфопредприятии. Позже стал работать помощником машиниста паровоза. Прошёл обучение на курсах шофёров, после окончания которых устроился работать на строительство Липецкого тракторного завода. 
В 1947 году направлен на работу на Озерецкое торфопредприятие Орехово-Зуевского района Московской области. Сначала работал разнорабочим, а чуть позже окончив обучение на тракториста сел работать за штурвал уборочной торфяной машины. Очень быстро стал передовиком производства, резал торф на увеличенных скоростях, бережно относился к технике, сам ремонтировал и обслуживал машину.
Во время сезона он работал на добыче торфа, а в межсезонье садился за рычаги бульдозера, занимался погрузкой торфа. В 1952 году удостоен звания «Мастер торфяного дела». Благодаря его подходам к работе, предприятие сумело экономить на ресурсах, в том числе и на трудовых. Был инициатором социалистического соревнования за увеличение срока работы тракторов без капитального ремонта. В восьмой пятилетки ему удалось добиться наивысших результатов в работе, сумел добыть сверх плана 13000 тонн торфа.     
Указом Президиума Верховного Совета СССР от 20 апреля 1971 года за выдающиеся успехи в выполнении пятилетнего плана по развитию топливной промышленности РСФСР Ивану Ивановичу Иванищеву присвоено звание Героя Социалистического Труда с вручением ордена Ленина и золотой медали «Серп и Молот».
Продолжал работать на торфозаготовках, в девятую пятилетку сумел выполнить плановые показатели за четыре календарных года. В 1972 году, когда загорелись болота, он с товарищами по работе участвовал в ликвидации чрезвычайной ситуации. Рискуя здоровьем, одолел борьбу со стихией. Трудился до выхода на заслуженный отдых. 
Избирался депутатом Московского областного и поселкового Совета депутатов трудящихся.
Проживал в посёлке городского типа Верея Орехово-Зуевского района Московской области.

## Награды
За трудовые успехи удостоен:
- золотая звезда «Серп и Молот» (20.04.1971)
- орден Ленина (20.04.1971)
- Орден «Знак Почёта» (29.06.1966)
- Медаль «За отвагу на пожаре» (СССР) (1972)
- другие медали.